# Чантурия, Георгий (футболист)
Гео́ргий Чанту́рия (груз. გიორგი ჭანტურია; 11 апреля 1993, Тбилиси) — грузинский футболист, полузащитник. Выступал в сборной Грузии.

## Карьера

### Клубная
Чантурия начинал футбольную карьеру на родине. До 2009 года он играл в клубе «Сабуртало» из района Ваке-Сабуртало города Тбилиси. Сезон 2009/10 молодой футболист провёл в молодёжном составе «Барселоне» на правах аренды, летом 2010 года грузинский игрок вернулся обратно. В августе того же года он перешёл в клуб «Витесс» из Нидерландов. Первоначально Чантурия играл только за молодёжную команду. Но в начале следующего сезона 2011/12 футболист подписал профессиональный контракт на три года с возможностью продления ещё на два года. Соглашение вступило в силу 1 июля 2011 года.
7 августа 2011 года Чантурия дебютировал в Эредивизи, выйдя в стартовом составе на игру «Витесс» — «АДО Ден Хааг». Встреча закончилась нулевой ничьей, а грузинский футболист на 55-й минуте получил жёлтую карточку. Уже 13 августа игрок забил свой первый гол за новую команду, поразив ворота «ВВВ-Венло» на 89-й минуте, в результате чего установился окончательный счёт — 4:0. 16 октября Георгий отметился забитым мячом на 34-й минуте матча с НЕКом, а на 57-й был удалён с поля. В итоге этот мяч оказался единственным, и жёлто-чёрные праздновали минимальную победу над соперником. Всего же в сезоне 2011/12 Чантурия сыграл 25 игр в чемпионате Нидерландов и забил 4 гола. По результатам того сезона «Витесс» занял 7 место и принял участие в серии плей-офф за право выступления в еврокубках.
24 декабря 2012 года футболист договорился с владикавказской «Аланией» о выступлении за клуб на правах аренды до конца года с правом последующего выкупа. 23 мая 2013 года был дисквалифицирован на восемь матчей за стычку с игроками московского «Динамо» во время матча 29-го тура российской Премьер-лиги. 19 февраля 2014 года Чантурия присоединился к румынскому клубу «ЧФР», но уже в марте объявил, что по окончании сезона подпишет контракт с «Эллас Вероной». 12 июня переход футболиста в итальянский клуб состоялся.

### В сборной
Чантурия призывался в юношеские сборные Грузии с 2008 года. Его выступления за команду до 19 лет были достаточно успешны: 25 мая 2012 года он забил гол в товарищеской игре с Боснией (итоговый счёт 4:2 в пользу Грузии), а 30 мая дубль футболиста помог его команде одержать победу над австрийцами (2:1).
С 2011 года Георгий Чантурия является игроком молодёжной сборной Грузии. В сентябре 2011 года он принял участие в отборочном матче чемпионата Европы среди молодёжных команд против сверстников из Испании. Встреча закончилась сокрушительным поражением грузинской команды 2:7, Чантурия был заменён на 76-й минуте.
5 марта 2014 года Чантурия дебютировал в первой сборной Грузии: в товарищеском матче с Лихтенштейном (2:0) футболист отметился победным голом.

## Клубная статистика
| Сезон            | Клуб             | Лига              | Чемпионат | Чемпионат | Кубок | Кубок | Еврокубки | Еврокубки | Прочие | Прочие | Прочие | Итого | Итого | Итого |
| Сезон            | Клуб             | Лига              | Игры      | Голы      | Игры  | Голы  | Игры      | Голы      | Турнир | Игры   | Голы   | Игры  | Голы  |       |
| ---------------- | ---------------- | ----------------- | --------- | --------- | ----- | ----- | --------- | --------- | ------ | ------ | ------ | ----- | ----- | ----- |
| 2011/12          | Витесс           | Эредивизи         | 25        | 4         | —     | —     | 1         | 0         | —      | —      | —      | 26    | 4     |       |
| 2012/13          | Алания           | Премьер-лига      | 6         | 0         | —     | —     | —         | —         | —      | —      | —      | 6     | 0     |       |
| 2013/14          | Витесс           | Эредивизи         | 12        | 1         | —     | —     | —         | —         | —      | —      | —      | 12    | 1     |       |
| 2014/15          | ЧФР              | Лига I            | 7         | 1         | —     | —     | —         | —         | —      | —      | —      | 7     | 1     |       |
| 2014/15          | Эллас Верона     | Серия A           | 0         | 0         | —     | —     | —         | —         | —      | —      | —      | 0     | 0     |       |
| 2014/15          | ЧФР              | Лига I            | 27        | 5         | —     | —     | 5         | 0         | —      | —      | —      | 32    | 5     |       |
| 2015/16          | Дуйсбург         | Вторая Бундеслига | 8         | 1         | —     | —     | —         | —         | —      | —      | —      | 8     | 1     |       |
| 2016/17          | Урал             | Премьер-лига      | 5         | 0         | 1     | 2     | —         | —         | —      | —      | —      | 6     | 2     |       |
| Всего за карьеру | Всего за карьеру | Всего за карьеру  | 90        | 12        | 1     | 2     | 6         | 0         |        | —      | —      | 97    | 14    |       |